# كيلي غريفز
كيلي غريفز (بالإنجليزية: Kelly Graves)‏ هو مدرب كرة سلة أمريكي، ولد في 14 يناير 1963 في مدينة سولت ليك في الولايات المتحدة.